# نيكولاوس لازاريديس
نيكولاوس لازاريديس (باليونانية: Νίκος Λαζαρίδης)‏ هو لاعب كرة قدم يوناني في مركز الدفاع، ولد في 12 يوليو 1979 في اليونان. لعب مع أريس تسالونيكي ونادي أتروميتوس ونادي أستيراس تريبوليس ونادي بانيونيوس.

## وصلات خارجية
- نيكولاوس لازاريديس على موقع قاعدة بيانات كرة القدم.إي يو (الإنجليزية)
- نيكولاوس لازاريديس على موقع Soccerway.com (الإنجليزية)